# Frank Albert Cotton
Frank Albert Cotton (9 de abril de 1930 - 20 de febrero de 2007) fue un químico estadounidense. Fue presidente de la Fundación W.T. Doherty- Welch y profesor de química en la Universidad de Texas A&M. Fue reconocido en el campo de la química de los metales de transición y publicó más de 1700 artículos científicos.

## Educación
Frank Albert Cotton nació el 9 de abril de 1930 en la ciudad de Filadelfia, Pennsylvania. Tras estudiar en colegios públicos, se formó en la Universidad Drexel y posteriormente en la Universidad Temple, donde se tituló en 1951. Más tarde, F. A. Cotton trabajó bajo la tutela de Geoffrey Wilkinson en la Universidad de Harvard en el campo de los
metalocenos, hasta doctorarse en el año 1955.

## Carrera profesional
Después de doctorarse en Harvard, Cotton comenzó a impartir clases en el MIT. En 1961 se convirtió en la persona más joven en recibir una plaza fija de profesor en el Instituto Tecnológico de Massachusetts, a la edad de treinta y un años. Su trabajo estuvo muy marcado por la estructura electrónica y la síntesis química. Fue un pionero en el estudio de los enlaces múltiples entre átomos de metales de transición. Comenzó su trabajo en este campo con los halogenuros de renio. En 1964 identificó un enlace cuádruple en la especie iónica Re2Cl82-. Su trabajo pronto se extendió al estudio de otras especies, entre las cuales se encuentra el acetato de cromo(III), de la cual elucidó su estructura.
Cotton fue uno de los primeros en proponer la difracción de rayos X de monocristales como herramienta para el estudio de la química de coordinación. Por medio del estudio de clústeres, demostró que muchos de ellos mostraban fluxionalidad, un fenómeno por el cual los ligandos intercambian sus posiciones de coordinación a una escala de tiempo espectroscópicamente observable. Cotton acuñó el término de "hapticidad" y estableció la nomenclatura derivada del mismo.
En 1972, Cotton se trasladó a la Universidad de Texas A&M para ocupar el cargo de profesor de química "Robert. A. Welch". Al año siguiente fue nombrado "insigne profesor Doherty-Welch de química". Cotton ejerció también como director del Laboratorio para la Estructura Molecular y el Enlace de la citada universidad.

## Influencia pedagógica
Además de su carrera investigadora, Cotton ejerció una carrera docente en el campo de la química inorgánica. Fue autor de libro "Chemical Applications of Group Theory" (Aplicaciones químicas de la teoría de grupos). Este texto se centra en el análisis mediante teoría de grupos del enlace y su aplicación a la espectroscopia.
Entre los estudiantes universitarios, Cotton es especialmente conocido como coautor del libro Advanced Inorganic Chemistry (Química inorgánica avanzada), del que se han publicado hasta ahora seis ediciones. Cotton preparó este libro junto con su director de tesis, Geoffrey Wilkinson, por lo que coloquialmente se le conoce como "Cotton y Wilkinson". Este texto aborda la química de la coordinación, la química de clústeres, la catálisis homogénea y la química organometálica.
Cotton formó parte de las comisiones editoriales de varias publicaciones científicas, entre las cuales destacan Journal of the American Chemical Society, Inorganic Chemistry y Organometallics. Fue director de la división de química inorgánica y consejero de la Sociedad Americana de Química. Fue también miembro de la U.S. National Science Board, es decir, la Comisión Nacional para la Ciencia de Estados Unidos, una institución gubernamental que supervisa el funcionamiento de la National Science Foundation (Fundación Nacional para la Ciencia), y también del Scientific and Technical Advisory Committee of Argonne National Laboratory (Comité Asesor Científico y Tecnológico del Laboratorio Nacional Argonne), y de la National Research Laboratory Commission of Texas (Comisión del Laboratorio de Investigación Nacional de Texas).
Cotton dirigió la tesis doctoral de 116 estudiantes, así como a más de 150 postdoctorados.

## Reconocimiento
Entre los reconocimientos que recibió Cotton se incluyen la National Medal of Science (Medalla Nacional de la Ciencia de Estados Unidos) en 1982, el premio Wolf en 2000 y la Medalla Priestley, el más alto
reconocimiento de la Sociedad Americana de Química, en 1998. En 1995, el departamento de química de la Universidad de Texas A&M, junto con la sección local de la Sociedad Americana de Química, crearon la «medalla F.A. Cotton» para la excelencia en el campo de la investigación química. Un segundo premio nombrado en su honor, el «premio F. Albert Cotton» para la Química Inorgánica Sintética, se concede en la reunión nacional de la Sociedad Americana de Química que se celebra cada año.
Cotton fue miembro de la Academia Nacional de Ciencias de Estados Unidos, y miembro correspondiente de las academias de distintos países entre ellos, Rusia, China, Reino Unido, Francia y Dinamarca. Además fue miembro de la Sociedad Filosófica Americana y recibió veintinueve doctorados honoris causa.

## Carrera por la presidencia de la ACS
Cotton estuvo envuelto en cierta controversia durante su carrera por la presidencia de la Sociedad Americana de Química en 1984, ya que envió cartas a algunos de los miembros describiendo a su oponente como un "químico industrial mediocre". Cotton finalmente perdió las elecciones en favor de su oponente, Warren D. Niederhauser, de la multinacional Rohm & Haas.

## Fallecimiento
Cotton falleció el 20 de febrero de 2007 en College Station, Texas por complicaciones derivadas de un trauma craneal que sufrió al caerse en octubre de 2006. Dejó esposa (Diane Dornacher, con quien se casó en 1959) y dos hijas (Jennifer y Jane). La oficina del sheriff del condado de Brazos abrió una investigación sobre la muerte de Cotton, a la que calificaron de "sospechosa".

## Obra
- Chemical applications of group theory, Wiley 1990
- con Geoffrey Wilkinson Grundlagen der anorganischen Chemie Wiley 1990 ISBN 3-527-26686-0